# 無法離開的人
《無法離開的人》（英語：The Man Who Couldn't Leave）為陳芯宜2022年導演的短片作品，以虛擬實境（VR）手法拍攝綠島白色恐怖再叛亂案。獲得2022年第79屆威尼斯影展沉浸式內容競賽單元最佳體驗大獎。

## 作品介紹
《無法離開的人》由國家人權博物館委託陳芯宜導演執導。全片主要場景為360度實景拍攝白色恐怖綠島紀念園區的新生訓導處第三大隊展示區、部分攝影棚拍攝，並以虛擬實境（VR）手法呈現。故事從政治受難者──坤伯為主角，導覽新生訓導處的蠟像展示區開始，訴說寢室空間裡蠟像人物中背後的經歷，接著由同為白色恐怖入獄的獄友阿青與家人的書信往返展開，講述白色恐怖政治受難者曾遭遇的經歷。

## 表現方式
《無法離開的人》為單人體驗、360度全視角、沉浸式作品，須搭配VR頭顯設備觀看。觀眾無具體人物角色形象、以第三人稱視角觀賞、雖無法與劇中角色互動，但劇中角色依事件與劇情安排會直視觀眾說話，營造面對面的身體感。觀眾主要透過視覺及聽覺以身歷其境的方式觀賞作品，劇情推進可依畫面或聲音發聲位置，判斷事件發生的相對方向，最多有正面、側面與下方的劇情畫面同時發生，或者跟獄友演員們一同置身在監獄場景中，整個作品放映期間，觀眾可以隨時上下左右轉動視角，甚至探進、走遠場景。

## 參展紀錄
影片在2022年獲義大利威尼斯國際影展（Venice Film Festival）沉浸式內容競賽單元最佳體驗大獎、荷蘭阿姆斯特丹國際紀錄片影展（IDFA） DocLab VR Gallery單元入選、高雄電影節（KFF）國際短片競賽VR組VR360敘事獎；隔年獲法國國際紀錄片節（FIPADOC）SMART競賽單元大奬、法國新影像藝術節（NewImages Festival）攝影特別提及獎與觀眾票選獎。
2023年北師美術館舉辦同名「無法離開的人」展覽、國家電影及視聽文化中心則舉辦「虛擬實境特映——《無法離開的人》」放映活動。

## 外部連結
網際網路電影資料庫（IMDb）《無法離開的人》